# Петров Федір Федорович
Федір Федорович Петров (рос. Фёдор Фёдорович Петро́в; 1902–1978) — радянський конструктор артилерійського озброєння. Герой Соціалістичної Праці (5.01.1944). Лауреат Ленінської премії та чотирьох Сталінських премій. Генерал-лейтенант інженерно-артилерійської служби (18.01.1944). Доктор технічних наук (1947), дійсний член Академії артилерійських наук (1946).

## Біографія
Народився 3 (16 березня) 1902 року у селі Докторово (нині Тульська область) в сім'ї селянина.
У 1919—1920 роках працював на залізниці, був курсантом піхотної школи, потім знову працював у селі, обирався до сільради.
Із травня 1924 року служив у Червоній армії у 1-му полку зв'язку Московського військового округу. Із дозволу командира частини вечорами навчався на робітфаці, який закінчив у 1927 році.
У 1927 році вступив до МВТУ імені М. Е. Баумана. У 1930 році переведений на військово-механічний факультет Ленінградського машинобудівного інституту, (утвореного на базі однойменного факультету ЛПІ імені М. І. Калініна), який закінчив у 1931 році. У цьому ж році почав працювати на заводі № 172 в Мотовилисі (Перм) спочатку начальником технічного бюро цеху, потім начальником складальної дільниці, з 1934 року — старшим інженером-конструктором, з 1938 року — начальником дослідного конструкторського бюро, потім головним конструктором заводу.
У 1936 році очолив розробку 152-мм гаубиці МЛ-20, що успішно пройшла випробування в 1937 році і була прийнята до серійного виробництва. Потім створив 122-мм корпусну гармату зразка 1931—1937 років, прийняту до виробництва в 1939 році. Член ВКП (б) із 1942 року.
У березні 1937 року на засіданні Ради праці та оборони у Кремлі за участю Й. В. Сталіна, К. Є. Ворошилова та директорів і головних конструкторів ряду провідних артилерійських заводів Ф. Ф. Петров виступив із доповіддю своїх конструкторських пропозицій щодо створення нової масової 122-мм дивізійної гаубиці. Отримавши підтримку вищого керівництва, в 1938 році призначений начальником дослідного конструкторського бюро і на чолі невеликого колективу в короткі терміни розробив гаубицю М-30 — одне з кращих знарядь цього калібру, що було на озброєнні артвідділеннь прориву Резерву Головного Верховного Командування в роки німецько-радянської війни.
Керівництвом країни було прийнято рішення освоїти виробництво нової гаубиці відразу на трьох заводах — на Мотовилисі, Уралмашзаводі та заводі № 92, де М-30 піддалася гострій, але далеко не завжди обґрунтованій критиці В. Г. Грабіна. Однак особливо неблагополучна обстановка склалася на Уралмашзаводі. Для виправлення становища і надання допомоги на завод прибула комісія ЦК ВКП (б) разом із керівниками ГАУ і НКВС. За результатами її роботи було замінено керівництво заводу. Для зміцнення кадрів (старе нечисленне артилерійське КБ заводу в зв'язку з серією невдалих робіт майже розпалося) і для більш оперативного вирішення питань при постановці на серійне виробництво М-30 в 1940 році на Уралмашзавод були переведені Ф. Ф. Петров, О. М. Булашев, М. Г. Кострулін.
Із цього часу і до 1974 року життя Ф. Ф. Петрова було нерозривно пов'язане з заводом № 9 і з КБ, яке, незважаючи на свою нечисленність, в роки німецько-радянської війни розробило під його керівництвом вісім прийнятих на озброєння артилерійських систем: 152-мм гаубицю Д-1, 85-мм, 100-мм і 122-мм гармати для самохідних гармат, 122-мм і 152-мм самохідні гаубиці, 85-мм гармату Д-5Т для танків Т-34 і ІС-1 і 122-мм гармату Д-25Т для танків ІС-2 і ІС-3.
У 1942 році призначений головним конструктором артилерійського заводу. У кінці 1942 року в короткий термін створив разом із конструктором танків Ж. Я. Котіним самохідно-артилерійську установку СУ-122. У 1943 році розробив 152-мм гаубицю зразка 1943 р., потім потужні 85, 100, 122-мм гармати для переозброєння танків ІС і Т-34, самохідних установок СУ-85, СУ-100 і СУ-122.
Потрібно відзначити, що Федір Федорович був одним із перших творців бойових тактичних ракет. Він був головним конструктором створеної в 1958 році керованої тактичної ракети Д-200 (із пороховим двигуном) комплексу 3М1 «Онега». Ракета містила багато технічних новинок, зокрема, оригінальну систему управління, яка вперше в світі використовувала цифрову техніку. В подальшому напрацювання по даній ракеті були використані при створенні метеорологічної ракети МР-12.
У 1974 році Ф. Ф. Петров переїхав до Москви, де продовжував працювати в Міністерстві оборонної промисловості СРСР. Із 1975 року — у відставці.
Був депутатом ВР СРСР 2-го (1946—1950) і 4-го (1954—1958) скликань.
Помер 19 серпня 1978 року. Похований у Москві на Новодівичому кладовищі (ділянка № 7).

## Розробка
Широка уніфікація і висока технологічність основних агрегатів, характерних для зброї Ф. Ф. Петрова, дозволили в найкоротші терміни організувати їх масове виробництво і забезпечити фронт зброєю.
У передвоєнні роки і в роки війни під його керівництвом створені:
- 152-мм гаубиця-гармата зразка 1937
- 122-мм гармата зразка 1931/37 років
- 122-мм гаубиця зразка 1938
- 107-мм гармата зразка 1940
- 152-мм гаубиця зразка 1943
- самохідні артилерійські установки: 85-мм, 122-мм, 152 мм зразка 1943 року; 100-мм і 122-мм зразка 1944 року
- танкові гармати 85-мм, 100-мм і 122-мм

У післявоєнний період під його керівництвом розроблені:
- 57-мм саморушна гармата
- 85-мм буксирувана гармата
- 85-мм протитанкова гармата
- 100-мм танкова гармата
- 122-мм гаубиця на трьохстанинному лафеті з круговим обстрілом
- 152-мм гармата-гаубиця

До 1974 року були створені буксирувані гармати різного класу: Д-44, Д-48, СД-44, СД-57, Д-74, гармата-гаубиця Д-20, гаубиця Д-30 (2а18). Були розроблені гармати 2а31, 2А33 для самохідних гаубиць 2С1, 2С3. Більшість прийнятих на озброєння радянських танків оснащувалися 76, 100 і 125-мм гарматами розробки ОКБ-9. За своїми тактико-технічними даними, надійності і живучості, простоті пристрою і зручності експлуатації всі ці знаряддя відповідали вимогам часу.

## Нагороди та премії
- Герой Соціалістичної Праці — Указом Президії Верховної Ради СРСР «Про присвоєння звання Героя Соціалістичної Праці головному конструктору заводу № 9 Петрову Федору Федоровичу» від 5 січня 1944 року за «видатні заслуги в справі конструювання нових видів польової, танкової та самохідної артилерії, прийнятих на озброєння Червоної армії»[4][5]
- три ордена Леніна (7.02.1939, 5.01.1944, 28.07.1966)
- орден Жовтневої Революції (21.03.1972)
- орден Кутузова I ступеня (16.09.1945)
- орден Суворова II ступеня (18.11.1944)[6]
- орден Вітчизняної війни I ступеня (21.06.1945)
- орден Трудового Червоного Прапора (27.03.1952)
- Медаль «За бойові заслуги» (31.01.1958)
- Медаль «За трудову відзнаку» (3.06.1942)
- інші медалі
- Ленінська премія (1967)
- Сталінська премія І ступеня (1942) — за розробку нових типів артилерійського озброєння
- Сталінська премія І ступеня (1943) — за розробку нового виду артилерійського озброєння
- Сталінська премія І ступеня (1946) — за створення нової потужної гармати для танків і артсамоходок і за створення нової польової гармати
- Сталінська премія І ступеня (1946) — за розробку конструкції нової гармати

## Пам'ять

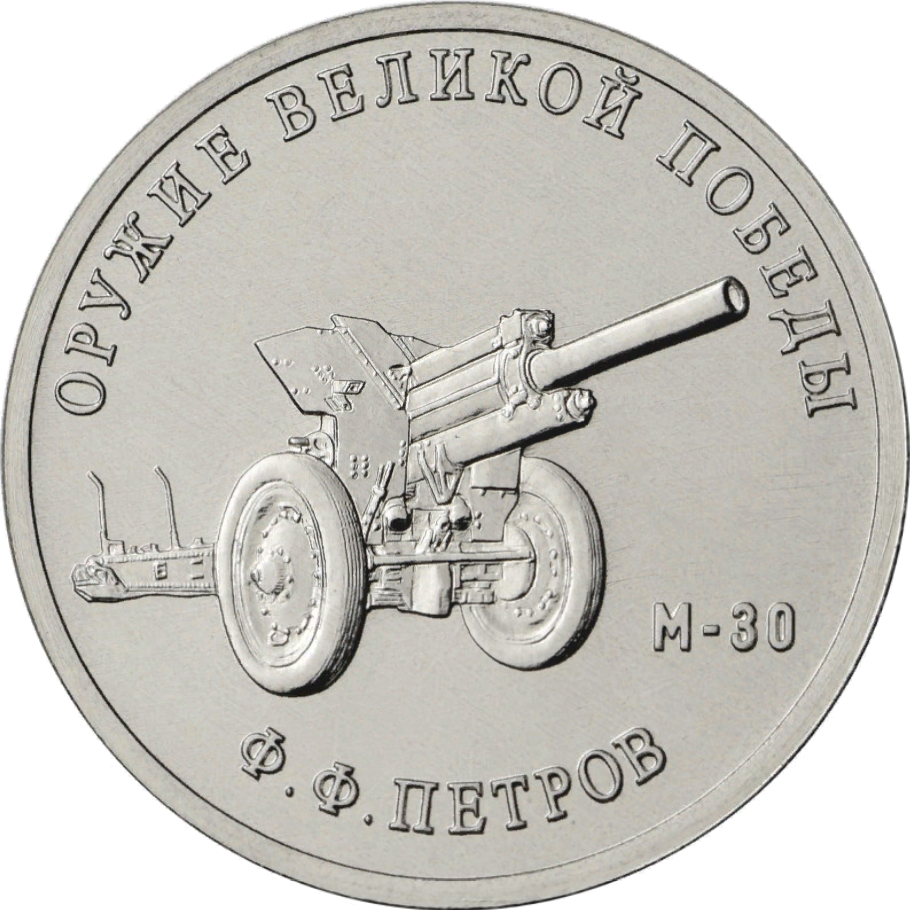
Конструктор Ф. Ф. Петров, гаубиця М-30. Монета Банку Росії — серія: «Зброя Великої Перемоги (конструктори зброї)», мідно-нікелевий сплав, 25 рублів, 2019 рік

У місті Веньов Тульської області йому встановлено пам'ятник (1985).